# Adonisea scarletina
Adonisea scarletina là một loài bướm đêm trong họ Noctuidae.